# Zond 6
Zond 6 (Зонд 6) byla bezpilotní kosmická loď SSSR vyslaná k Měsíci roku 1968, šestá oficiální z programu Zond. Měla vyzkoušet možnost dopravy sovětských kosmonautů na Měsíc. Byla katalogizovaná v COSPAR jako 1968-101A. Po obletu Měsíce se loď vrátila na Zemi.

## Konstrukce
Loď vyprojektovalo středisko Koroljova. Byl to typ kosmické lodě zcela odlišný od průzkumných sond Zond 1–3. Hmotnost lodě byla 5375 kg. Kabina vyšla konstrukčně z kabiny lodí Sojuz.

## Průběh letu
Po startu z kosmodromu Bajkonur 10. listopadu 1968 za pomoci rakety Proton K/D se dostala na nízkou parkovací dráhu kolem Země, odtud díky zapálení motoru posledního stupně po hodině od startu se vydala na dráhu kolem Měsíce. Ve vzdálenosti 246 000 km od Země byla dne 12. listopadu provedena korekce dráhy. Dva dny poté loď obletěla Měsíc ve vzdálenosti 2 420 km od jeho povrchu a nastoupila zpáteční let. Fotografické snímky začala pořizovat ještě před příletem k Měsíci a během průletu pořídila také fotografii Země zapadající za Měsíc.
Během zpátečního letu byly provedeny dvě letové korekce 16. a 17. listopadu s cílem se zaměřit do přistávacího koridoru o šíři 10 km.
Dne 17. listopadu se návratová kabina v druhé kosmické rychlosti 11 km/s oddělila od zbytku sondy (který shořel) a i s pomocí padákového systému přistála tvrdě na území Kazašské SSR. Během přistávacího manévru z lodi unikl vzduch, selhalo barorelé, hlavní padák se otevřel předčasně při příliš vysoké rychlosti a roztrhl se. Kabina se při dopadu na zem rozbila a želvy (součást nákladu s biologickými vzorky) zahynuly. Pokud by uvnitř byli kosmonauti, zahynuli by oni.